# Церковь Доброго Пастыря (Шанхай)
Церковь Доброго Пастыря (кит. 君王堂) — католическая церковь в городе Шанхай (Китай).

## История
Церковь Доброго Пастыря была построена иезуитами в 1933 году для англоязычных жителей Шанхая. Первоначально приходом Доброго Пастыря управляли иезуиты. В начале февраля иезуиты, проживавшие в Шанхае, направили свои усилия на организацию Университета Авроры, поэтому 1 февраля 1951 года они передали приход епархиальному священнику.

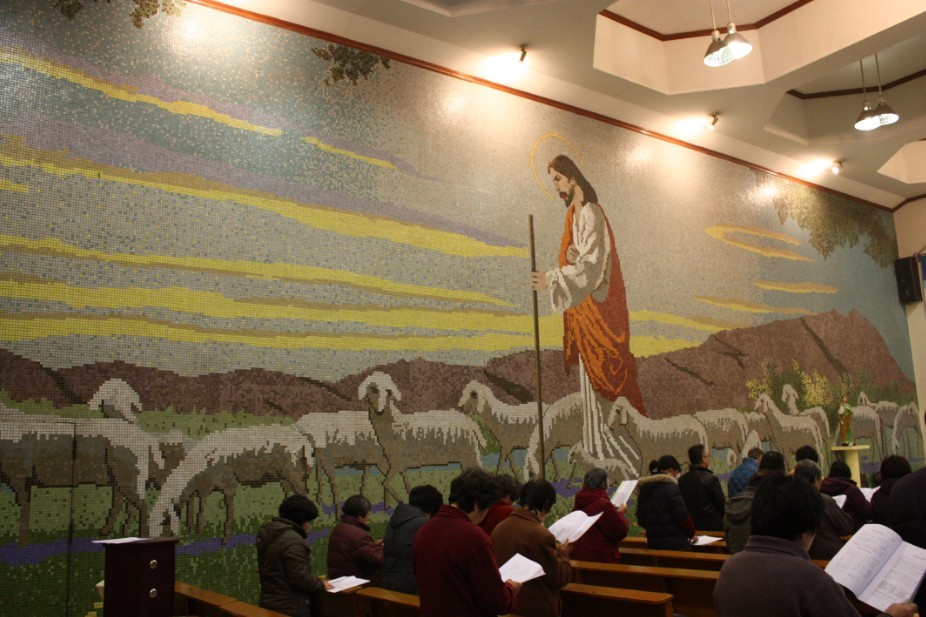
Внутренний интерьер церкви Доброго Пастыря (Шанхай, Китай).

15 июня 1953 года настоятель прихода Доброго Пастыря священник Чжушу Де и несколько священников, служащих в приходе, были арестованы как «империалистические шпионы». 17 июня 1953 года группа прихожан провела акцию протеста, призывая освободить арестованных католических священников. Священнослужителям было предъявлено обвинением в шпионаже в пользу иностранных государств. После суда настоятель прихода священник Чжушу Де был заключён в тюрьму, а иностранные священники были депортированы из Китая. Несмотря на то, что приход остался без священнослужителей, прихожане регулярно собирались на богослужения. В апреле 1954 года в Шанхае были арестованы епископ Шанхая и остальные священники, проживавшие в этом городе.
До 1966 года, когда в Китае началась культурная революция, церковь Доброго Пастыря продолжала функционировать как единственное католическое религиозное учреждение в Шанхае. В 1966 году храм был конфискован властями и до 1985 года он использовался как культурное учреждение. В 1985 году церковь Доброго Пастыря была возвращена епархии Шанхая. В настоящее время в церкви проходят регулярные католические богослужения на китайском языке.